# 양서중학교
양서중학교(陽西中學校)는 대한민국 서울특별시 양천구 신월동에 있는 공립 중학교이다.

## 학교 연혁
- 1990년 1월 20일 : 양서중학교(공립) 설립인가
- 1990년 3월 1일 : 초대 유천근 교장 부임
- 1990년 3월 2일 : 제1회 입학식(남 7학급, 여 5학급)
- 1990년 4월 25일 : 개교식
- 1993년 2월 11일 : 제1회 졸업식
- 2014년 12월 1일 : 서울형혁신학교 지정
- 2022년 9월 1일 : 제11대 전종옥 교장 부임
- 2023년 2월 9일 : 제31회 졸업식 (졸업생 143명, 총 졸업생수 11,234명)
- 2023년 3월 2일 : 신입생 122명 입학 (5학급 남 70명, 여 52명)

## 참고 자료
- 양서중학교 - 한국교육학술정보원 학교알리미